# Ponte sul Tesina
Il ponte sul Tesina a Torri di Quartesolo (Vicenza) è un'opera della seconda metà del Cinquecento attribuita all'architetto Andrea Palladio.

## Storia
Il ponte di pietra che attraversa il fiume Tesina in corrispondenza dell'abitato di Torri di Quartesolo è molto probabilmente frutto di un'idea palladiana risalente al 1569, ma messa in esecuzione undici anni più tardi, nel 1580, quando il cantiere risulta attivo sotto la supervisione di Domenico Groppino, abituale collaboratore di Palladio. Evidentemente il modello è quello del ponte di Tiberio a Rimini, particolarmente apprezzato da Palladio, da cui derivano gli eleganti tabernacoli addossati ai pilastri.
Seppure successivamente modificato anche pesantemente, questo sul Tesina resta l'unico ponte in muratura progettato da Palladio ancora esistente. Nel 2010 ha subito un restauro.